# Plasmaticus angulata
Plasmaticus angulata är en fjärilsart som beskrevs av George Thomas Bethune-Baker 1906. Plasmaticus angulata ingår i släktet Plasmaticus och familjen nattflyn. Inga underarter finns listade i Catalogue of Life.